# Martesana (territorio)

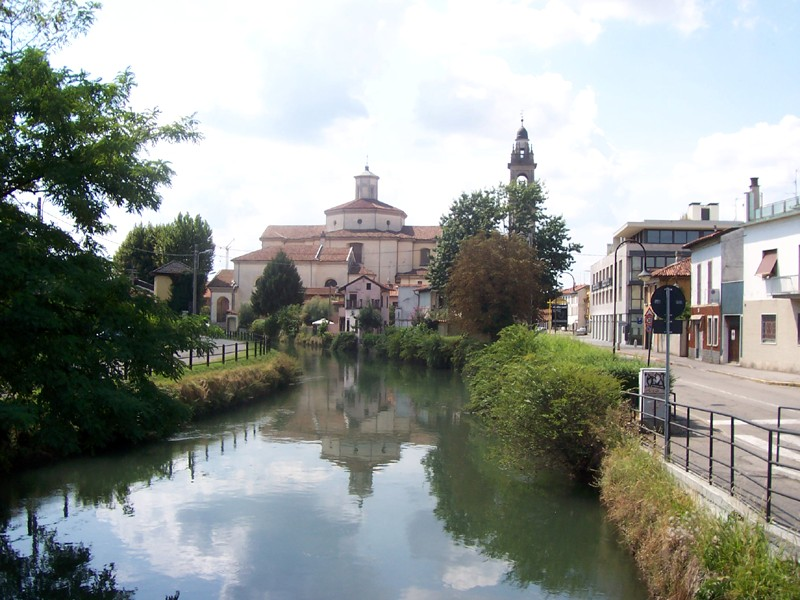
Gorgonzola, il Naviglio della Martesana e la Chiesa prepositurale dei santi Gervasio e Protasio

La Martesana è un comprensorio territoriale storico della Lombardia situato a nord-est di Milano, originariamente del tutto coincidente con l'attuale concetto di Brianza e oggi invece traslato all'area attraversata dal Naviglio della Martesana. Essa corrisponde alla zona omogenea Adda Martesana.

## Il Contado della Martesana
P. di
Trezzo
Legenda:
     Martesana di mezzo
     Martesana abduana
Sotto il governo spagnolo il Contado della Martesana comprendeva le seguenti pievi:
- pieve di Agliate (Carate)
- pieve di Brivio
- pieve di Desio
- pieve di Galliano (Cantù)
- pieve di Garlate (Olginate)
- pieve di Incino (Erba)
- pieve di Mariano
- pieve di Missaglia
- pieve di Oggiono
- pieve di Seveso
- pieve di Valassina
- pieve di Vimercate
- corte di Casale
- squadra dei Mauri
- squadra di Nibionno

## Origine del nome
In origine il termine includeva la zona che noi oggi chiamiamo Brianza. Il contado comprendeva inizialmente, fra le altre, anche la Pieve di Gorgonzola e la Pieve di Cornegliano che in una buona parte vennero sottratte al contado della Martesana nella seconda metà del XIV secolo. Il nome Martesana nasce nell'Alto Medioevo, tra il X e l'XI secolo, quando il Contado prese il nome dal castello che forse già in epoca bizantina era il maggior presidio bonificato della zona.
Il contado a nord-ovest di Milano era invece il Seprio, con capoluogo Castelseprio, mentre a est la zona compresa tra l'Adda e Milano fu detta Comitatus Martexana probabilmente in correlazione etimologica con Castelmarte, un forte che si trovava sulle colline del Comasco, all'imbocco della Vallassina. Il nome Castelmarte a sua volta deriverebbe dal Castrum Martis, nome dato alle terre circostanti dal governatore romano Martesio, sebbene questa ipotesi non abbia fondamenti storici.
In alcuni documenti del XIII secolo che elencano gli insediamenti degli Umiliati, si fa menzione di Martesana de supra intendendo l'area più settentrionale e Martesana prosciugada comprendente i territori attraversati dalla strada che uscendo da Porta Orientale si dirigeva verso Vaprio d'Adda e Trezzo sull'Adda.
Nel 1160  la Martesana partecipa come alleata di Federico il Barbarossa alla battaglia di Castel Carcano, contro la città di Milano che perderà il suo celebre Carroccio, ma riuscirà ad aver la meglio nella battaglia.
Nel XIII secolo, dopo la conquista da parte del costituendo Ducato di Milano, il potere centrale assegnò alla Martesana una valenza puramente amministrativa, assoggettandola al Capitano della Martesana con sede a Vimercate. Essa comprendeva i territori a nord e a sud della Via Postumia che seguiva il percorso dell'attuale SS 11 Padana Superiore  ovvero pievi milanesi fra cui quelle di Segrate e di Cornegliano.
Nel XVIII secolo, in seguito alla costituzione della Repubblica Cisalpina, fu costituito nella Martesana il XXXV Distretto del dipartimento d'Olona che comprendeva, fra l'altro, i Comuni di Briavacca (oggi frazione di Rodano), Bussero, Camporicco, Cassignanica, Cassina de' Pecchi, Cernusco Asinario (oggi Cernusco sul Naviglio), Crescenzago con Cimiano, Gorgonzola, Gorla, Lambrate ed uniti, Liscate, Lucino (oggi frazione del comune di Rodano), Melzo, Novegro, (oggi frazione di Segrate), Pioltello, Premenugo, Rodano, Rovagnasco ed uniti, Sant'Agata, Segrate, Settala con Caleppio, Milano San Felice, Turro, Vignate, Vimodrone. Il capoluogo del Distretto era Pioltello.
Il toponimo Martesana è tornato di uso comune negli ultimi decenni, anche grazie alla diffusione di un settimanale della zona intitolato appunto "Gazzetta della Martesana". Oggi è diventato abbastanza diffusa l'abitudine riferire alla Martesana associazioni, gruppi, convegni, eventi.

## La Martesana oggi
Oggi il territorio della Martesana è una zona orientale della Città metropolitana di Milano, confinante a ovest con la Città di Milano, a nord con la Provincia di Monza e della Brianza, a est con la Provincia di Bergamo e a sud con i comuni di Peschiera Borromeo, Pantigliate, Mediglia, Paullo e la Provincia di Lodi.
Secondo la definizione più estesa essa comprende i comuni di:
Trezzo sull'Adda, Vaprio d'Adda, Trezzano Rosa, Pozzo d'Adda, Basiano, Masate, Grezzago, Segrate, Pioltello, Rodano, Melzo, Inzago, Vignate, Pozzuolo Martesana, Settala, Truccazzano, Liscate, Cernusco sul Naviglio, Gorgonzola, Brugherio, Carugate, Cassina de' Pecchi, Bussero, Pessano con Bornago, Gessate, Cambiago, Bellinzago Lombardo, Cologno Monzese, Cassano d'Adda e Vimodrone.

### Comuni più popolosi
Di seguito è riportata la lista dei principali comuni della Martesana ordinati per numero di abitanti (dati: Istat 30/11/2017):
| Pos. | Stemma | Comune di             | Popolazione (ab) | Superficie (km²) | Densità (ab/km²) | Altitudine (m s.l.m.) |
| ---- | ------ | --------------------- | ---------------- | ---------------- | ---------------- | --------------------- |
| 1º   |        | Cologno Monzese       | 47.714           | 8,4              | 5.684            | 131                   |
| 2º   |        | Pioltello             | 37.031           | 13,09            | 2.829            | 122                   |
| 3º   |        | Segrate               | 35.444           | 17,49            | 2.015            | 115                   |
| 4º   |        | Brugherio             | 34.558           | 10,41            | 3.320            | 144                   |
| 5º   |        | Cernusco sul Naviglio | 34.321           | 13,33            | 2.566            | 133                   |

Sono, da alcuni, considerati in Brianza, tutti o in parte, i comuni di: Basiano, Cambiago, Grezzago, Pozzo d'Adda, Trezzano Rosa, Trezzo sull'Adda, Vaprio d'Adda, Cologno Monzese, Gessate, Masate, Pessano con Bornago, Inzago, anche se la sovrapposizione storica dei termini "Martesana" e "Brianza" ne farebbe coincidere l'intero territorio.
I comuni di Cologno Monzese, Vimodrone e Sesto San Giovanni sono ritenuti, storicamente, come facenti parte dei comuni della conurbazione del Monzese.
Tutti sono comunque concordi nel ritenere che la Martesana, zona della Provincia di Milano, comprende i comuni di: Bellinzago, Bussero, Cassina de' Pecchi, Cernusco sul Naviglio, Gorgonzola, Liscate, Melzo, Pioltello, Pozzuolo Martesana, Rodano, Segrate, Settala, Truccazzano.
Il progetto "Polo Martesana" della provincia di Milano comprende: Bussero, Carugate, Cassina de' Pecchi, Cernusco sul Naviglio, Inzago, Liscate, Melzo, Pioltello, Rodano, Vignate, Vimodrone.
A marzo 2015, i comuni di Cernusco sul Naviglio, Gorgonzola, Carugate, Pessano con Bornago, Bussero e Cambiago hanno dato vita all'Unione di comuni della Martesana, oggi abbandonata. Nel 2016 i comuni di  Bellinzago Lombardo, Liscate,  Pozzuolo Martesana e Truccazzano hanno dato vita all'Unione di Comuni Lombarda Adda Martesana

## I trasporti
La Martesana è caratterizzata da due importanti linee ferroviarie, quella delle Ferrovie dello Stato Milano-Treviglio, con stazioni a Segrate, Pioltello, Vignate, Melzo, Pozzuolo Martesana, Trecella e Cassano d'Adda e quella della Linea 2 della Metropolitana di Milano con le fermate del tratto extraurbano Cascina Gobba-Cologno Nord e Cascina Gobba-Gessate (Vimodrone, Cascina Burrona, Cernusco sul Naviglio, Villa Fiorita, Cassina de' Pecchi, Bussero, Villa Pompea, Gorgonzola, Cascina Antonietta, Gessate).
I trasporti pubblici sono poi completati da una fitta rete di linee automobilistiche che solo recentemente sono state integrate nel sistema Milano SudEst Trasporti.
La viabilità principale nella Martesana è organizzata intorno a tre strade che uscendo da Milano raggiungono l'Adda: la Padana Superiore, la Cassanese e la Rivoltana. A queste si aggiunge l'Autostrada A4 che lambisce a nord il territorio della Martesana. Perpendicolarmente a queste si sviluppano invece la Tangenziale Est Milano, con le uscite di Linate/Via Forlanini e di Cascina Gobba, e la Melzo-Monza/Cerca che unisce Monza con Melegnano passando per Caponago, Gorgonzola, Melzo, Liscate e Settala.
Recentemente sono state aperte due nuove arterie autostradali, con lo scopo di alleggerire la viabilità ordinaria dal traffico di attraversamento: la Tangenziale Est Esterna e la BreBeMi.
La Martesana è inoltre all'avanguardia nella mobilità ciclistica: la pista ciclabile che costeggia il Naviglio della Martesana partendo da Via Melchiorre Gioia a Milano per arrivare all'Adda presso Groppello d'Adda è un esempio di come un valido sistema di piste ciclabili possa diventare un modo alternativo di spostarsi e di concepire il tempo libero.
Recentemente i comuni della Martesana hanno avviato un progetto, denominato BiciPlan, per mettere in rete le piste ciclabili dei vari comuni e per collegare i diversi poli del territorio (stazioni ferroviarie, stazioni metropolitane, centri storici, parchi, centri commerciali).
Infine, in Martesana è situato l'Aeroporto di Milano-Linate, scalo storico della città di Milano.

## La cultura
Il Polo Culturale della Martesana organizza ogni anno l'evento Martesana in Piazza che presenta nei Comuni consociati un festival di artisti di strada.